# Didkivți, Ciudniv
Didkivți (în ucraineană Дідківці) este un sat în comuna Dubîșce din raionul Ciudniv, regiunea Jîtomîr, Ucraina.

## Demografie
Componența lingvistică a localității Didkivți
     Ucraineană (98,91%)
     Alte limbi (0,9%)
Conform recensământului din 2001, majoritatea populației localității Didkivți era vorbitoare de ucraineană (98,91%), existând în minoritate și vorbitori de alte limbi.